# ادی باوئر
ادی باوئر (انگلیسی: Edi Bauer; ۱۳ فوریهٔ ۱۸۹۴ – ۴ مارس ۱۹۴۸) بازیکن و مربی فوتبال اهل اتریش بود.
از باشگاه‌هایی که در آن بازی کرده است می‌توان به باشگاه فوتبال راپید وین اشاره کرد.
وی همچنین در تیم ملی فوتبال اتریش بازی کرده است.